# Alticorpus peterdaviesi
Alticorpus peterdaviesi е вид лъчеперка от семейство Цихлиди (Cichlidae). Видът е незастрашен от изчезване.

## Разпространение и местообитание
Разпространен е в Малави.
Среща се на дълбочина от 50 до 125 m.

## Описание
На дължина достигат до 15 cm.